# Vestervig Sogn
Vestervig Sogn er et sogn i Sydthy Provsti (Aalborg Stift).
I 1800-tallet var Agger Sogn anneks til Vestervig Sogn. Begge sogne hørte til Refs Herred i Thisted Amt. Vestervig-Agger sognekommune blev ved kommunalreformen i 1970 indlemmet i Sydthy Kommune, som ved strukturreformen i 2007 indgik i Thisted Kommune.
I Vestervig Sogn ligger den bemærkelsesværdigt store Vestervig Kirke.
I sognet findes følgende autoriserede stednavne:
- Adbøl (bebyggelse, ejerlav)
- Ashøje (bebyggelse)
- Astrup (bebyggelse)
- Astrup Mark (bebyggelse)
- Bubbel Mark (bebyggelse)
- Foldbjerg Høj (areal)
- Frydendal (bebyggelse)
- Gramstrup (bebyggelse)
- Gydkær (bebyggelse)
- Handrup (bebyggelse, ejerlav)
- Hedehuse (bebyggelse)
- Ingesbjerg Høj (areal)
- Kalkær (bebyggelse)
- Krik (bebyggelse)
- Krik Vig (vandareal)
- Oksenbøl (bebyggelse, ejerlav)
- Randrup (bebyggelse, ejerlav)
- Røjkær (bebyggelse)
- Rønhede (bebyggelse)
- Rønhede Plantage (areal)
- Skårup (bebyggelse, ejerlav)
- Spolum (bebyggelse, ejerlav)
- Trankær (bebyggelse, ejerlav)
- Tygstrup (bebyggelse, ejerlav)
- Tygstrup Vang (bebyggelse)
- Tåbel (bebyggelse, ejerlav)
- Tåbeldrag (bebyggelse)
- Ulsted (bebyggelse)
- Vesterby (bebyggelse, ejerlav)
- Vestervig (bebyggelse, ejerlav)
- Villerup (bebyggelse, ejerlav)
- Vogntoft (bebyggelse)
- Vogntoft Hedehuse (bebyggelse)

## Sognepræster
- Lars Christensen (?-1552)
- Peder ? (?-1557)
- Christen Kjeldsen (1557-1558)
- Niels Sael (1558-1568)
- Kjeld Lauritsen (1568-1579)
- Hans ? (1579-1588)
- Knud Bertelsen (1588-1601)
- Christen Poulsen Resen (1601-1641)
- Niels Knudsen Schytte (1641-1676)
- Christen Nielsen Schytte (1676-1691)
- Mogens Poulsen Østergaard (1691-1696)
- Peder Henriksen Goische (1696-1722)
- Anders Westenhoff Albertsen Winding (1722-1768)
- Jens Philip Winding (1768-1798)
- Peder Christian Bendix (1799-1833)
- Peder Laurits Bering Ingerslev (1834-1842)
- Michael Frederik Blichfeldt (1842-1848)
- Carl Ludvig Poulsen (1848-1863)
- Jacob Frederik Ingerslev (1863-1876)
- Anders Christian Riis-Lowson (1876-1896)
- Conrad Johan Martinus Krohn (1897-1911)
- Henrik Martin Laursen (1912-1933)
- Kai Fibiger-Jensen (1934-1966)
- Knud Harald Schjødt-Pedersen (1966-1994)
- Jørgen Kjærgaard (1994-2009)
- Bart Vanden Auweele (2009-2011)
- Claus Nybo (2012-)